# Équipe de France de rugby à XV au Tournoi des Six Nations 2004
L'équipe de France a remporté le Tournoi des six nations 2004 en réussissant un Grand chelem (cinq victoires en cinq matchs). Il s'agit du huitième Grand Chelem réussi par l'équipe de France dans le tournoi, il vient après celui remporté en 2002. 
Il s’agit du deuxième Grand Chelem de la France dans un Tournoi à six nations.
Jean-Baptiste Élissalde et Dimitri Yachvili ont été les meilleurs marqueurs pour la France, avec respectivement 36 et 35 points. À noter aussi, les quatre essais du troisième ligne Imanol Harinordoquy.
Vingt-huit joueurs ont contribué à ce succès, quatorze joueurs avaient déjà remporté un (ou plus) Grand Chelem (ils sont en gras dans la liste ci-après).

## Les joueurs

### Première Ligne
- Jean-Jacques Crenca
- Yannick Bru
- Pieter de Villiers
- Sylvain Marconnet
- William Servat

### Deuxième Ligne
- David Auradou
- Fabien Pelous (capitaine)
- Pascal Papé

### Troisième Ligne
- Olivier Magne
- Serge Betsen
- Imanol Harinordoquy
- Thomas Lièvremont
- Julien Bonnaire

### Demi de mêlée
- Dimitri Yachvili
- Jean-Baptiste Élissalde

### Demi d’ouverture
- Frédéric Michalak
- Julien Peyrelongue

### Trois quart centre
- Damien Traille
- Yannick Jauzion
- Brian Liebenberg

### Trois quart aile
- Christophe Dominici
- Vincent Clerc
- Pépito Elhorga

### Arrière
- Nicolas Brusque
- Clément Poitrenaud

## Résultats des matchs
- Le 14 février, victoire 35-17 contre l'équipe d'Irlande à Paris (Stade de France)
- Le 21 février, victoire 25-0 contre l'équipe d'Italie à Paris (Stade de France)
- Le 7 mars, victoire 29-22 contre l'équipe du pays de Galles à Cardiff
- Le 21 mars, victoire 31-0 contre l'équipe d'Écosse à Édimbourg
- Le 27 mars, victoire 24-21 contre l'équipe d'Angleterre à Paris (Stade de France)

## Points marqués par les Français

### Match contreIrlande
- Frédéric Michalak (15 points) : 3 transformations, 3 pénalités
- Pascal Papé (5 points) : 1 essai
- Vincent Clerc (5 points) : 1 essai
- Yannick Jauzion (5 points) : 1 essai
- Jean-Baptiste Élissalde (5 points) : 1 essai

### Match contreItalie
- Imanol Harinordoquy (10 points) : 2 essais
- Jean-Baptiste Élissalde (7 points) : 2 transformations, 1 pénalité
- Pépito Elhorga (5 points) : 1 essai
- Damien Traille (3 points) : 1 pénalité

### Match contrePays de Galles
- Jean-Baptiste Élissalde (24 points) : 1 essai, 2 transformations, 5 pénalités
- Imanol Harinordoquy (5 points) : 1 essai

### Match contreÉcosse
- Dimitri Yachvili (16 points) : 2 transformations, 4 pénalités
- Yannick Jauzion (10 points) : 2 essais
- Olivier Magne (5 points) : 1 essai

### Match contreAngleterre
- Dimitri Yachvili (19 points) : 1 essai, 1 transformation, 4 pénalités
- Imanol Harinordoquy (5 points) : 1 essai